# Julia Michalska
Julia Ludwika Michalska-Płotkowiak, född den 21 juli 1985 i Kozienice i Polen, är en polsk roddare.
Hon tog OS-brons i dubbelsculler i samband med de olympiska roddtävlingarna 2012 i London.